# Usofila oregona
Espèce
Usofila oregona est une espèce d'araignées aranéomorphes de la famille des Telemidae.

## Distribution
Cette espèce est endémique d'Oregon aux États-Unis,.

## Description
Le mâle holotype mesure 1,65 mm et la femelle paratype 1,65 mm

## Publication originale
- Chamberlin & Ivie, 1942 : A hundred new species of American spiders. Bulletin of the University of Utah, vol. 32, no 13, p. 1-117 (texte intégral).